# Alagna
För andra betydelser, se Alagna (olika betydelser).
Alagna är en ort och kommun i provinsen Pavia i regionen Lombardiet i Italien. Kommunen hade 836 invånare (2018).